# Zoologischer Garten Eberswalde
Koordinaten: 52° 49′ 20″ N, 13° 46′ 56″ O
Der Zoologische Garten Eberswalde (früher Tierpark Eberswalde) ist ein Zoo am Südrand der Stadt Eberswalde in Brandenburg. Er wurde 1958 gegründet und ist ca. 15 Hektar groß. Die Anfänge der Anlage reichen bis auf den am selben Ort 1928 gegründeten Wildpark zurück. Dieser wurde von einer Ausflugsgaststätte betrieben und im Zweiten Weltkrieg zerstört.

## Beschreibung

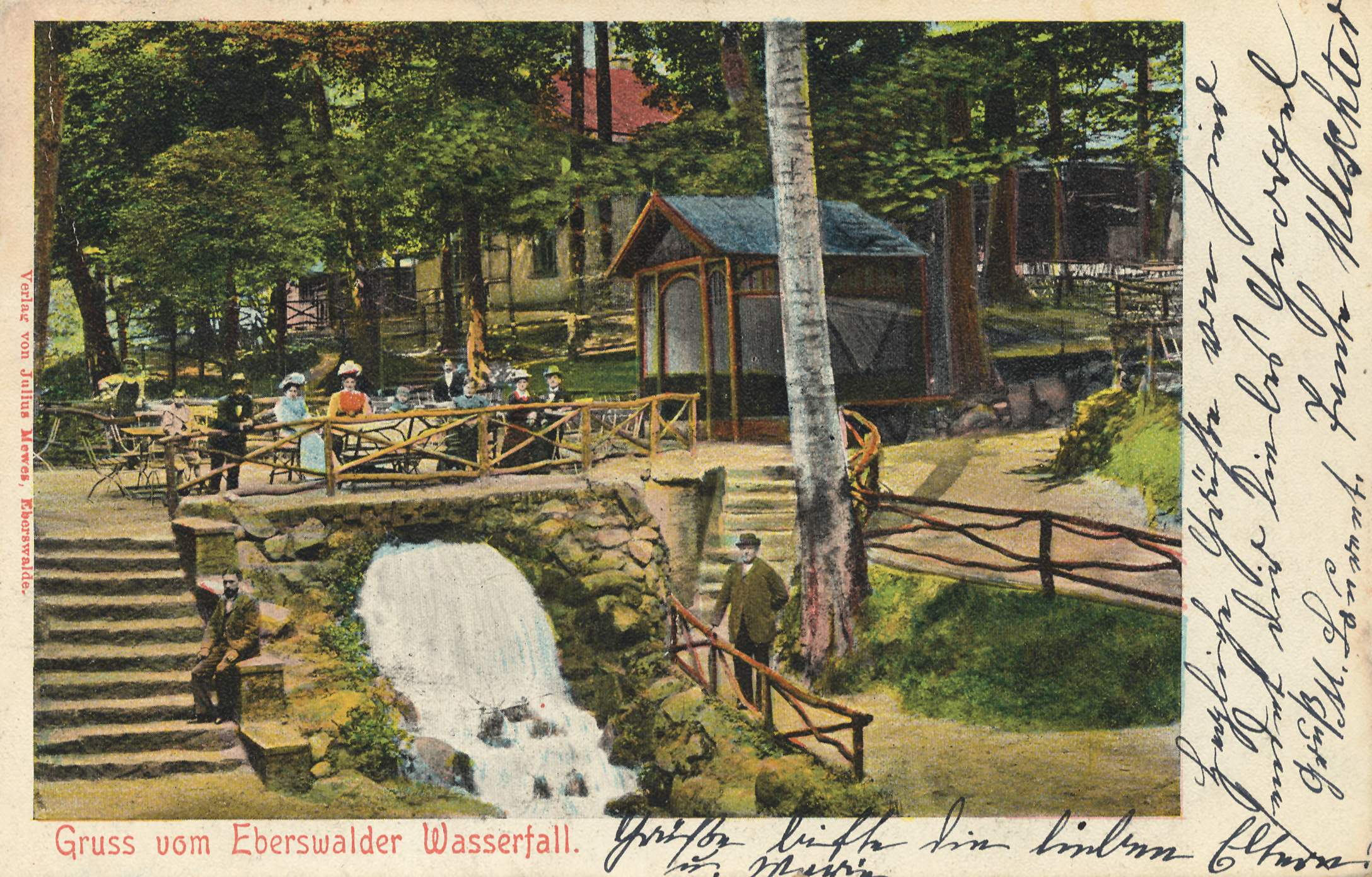
1906: ein Wasserfall im Freizeitgelände als Vorläufer des Tierparks

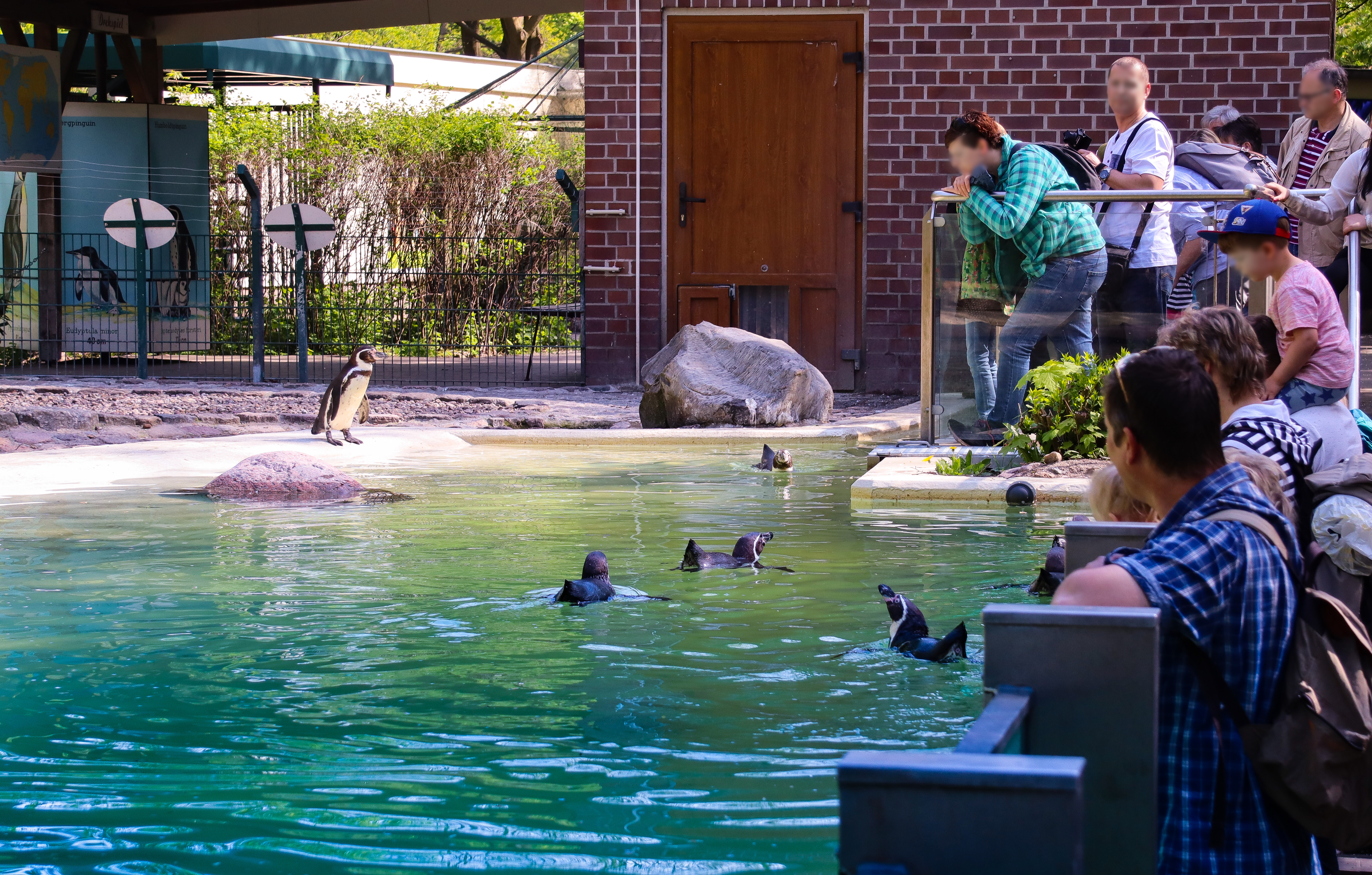
Pinguinanlage

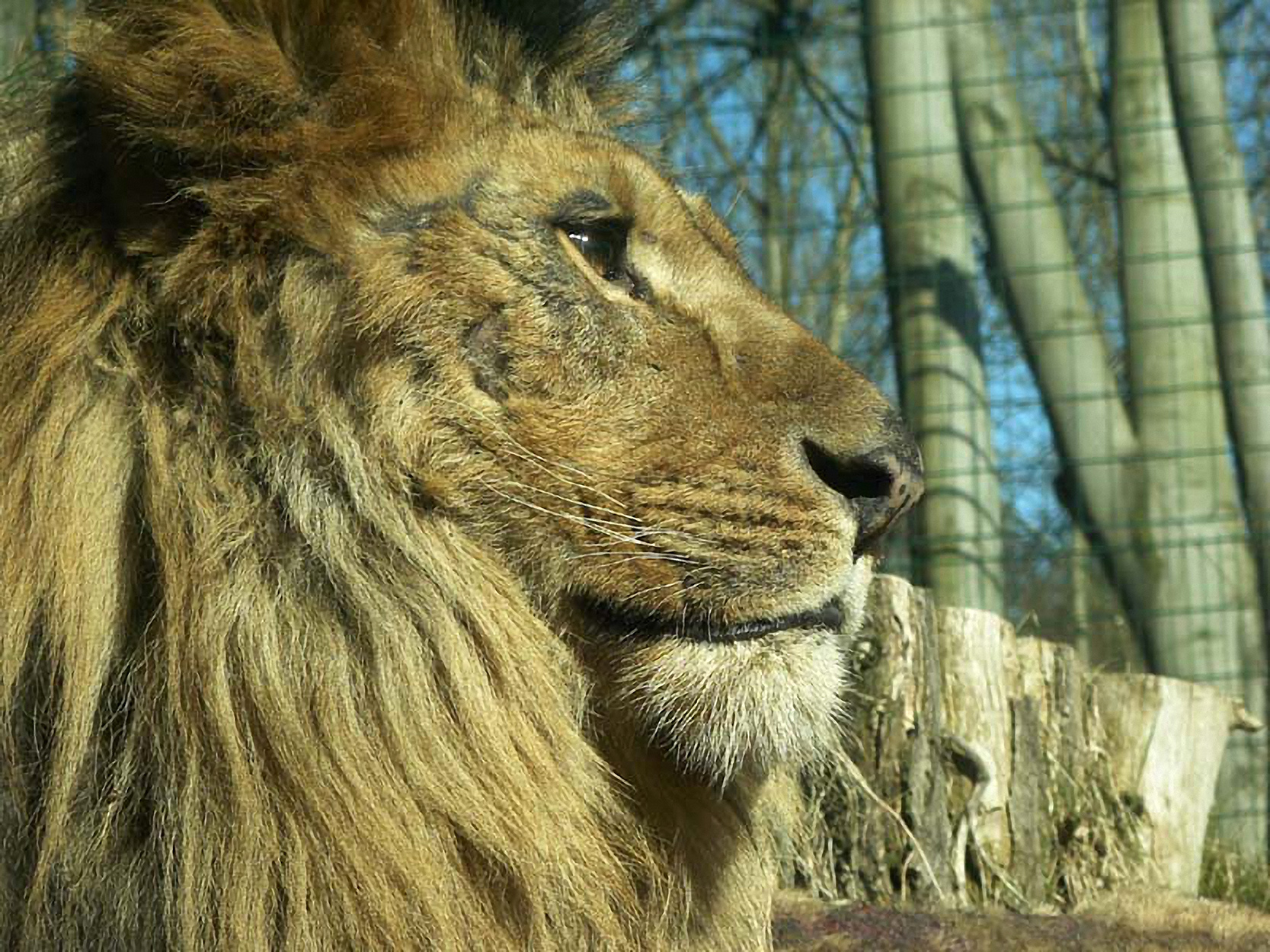
Löwengehege

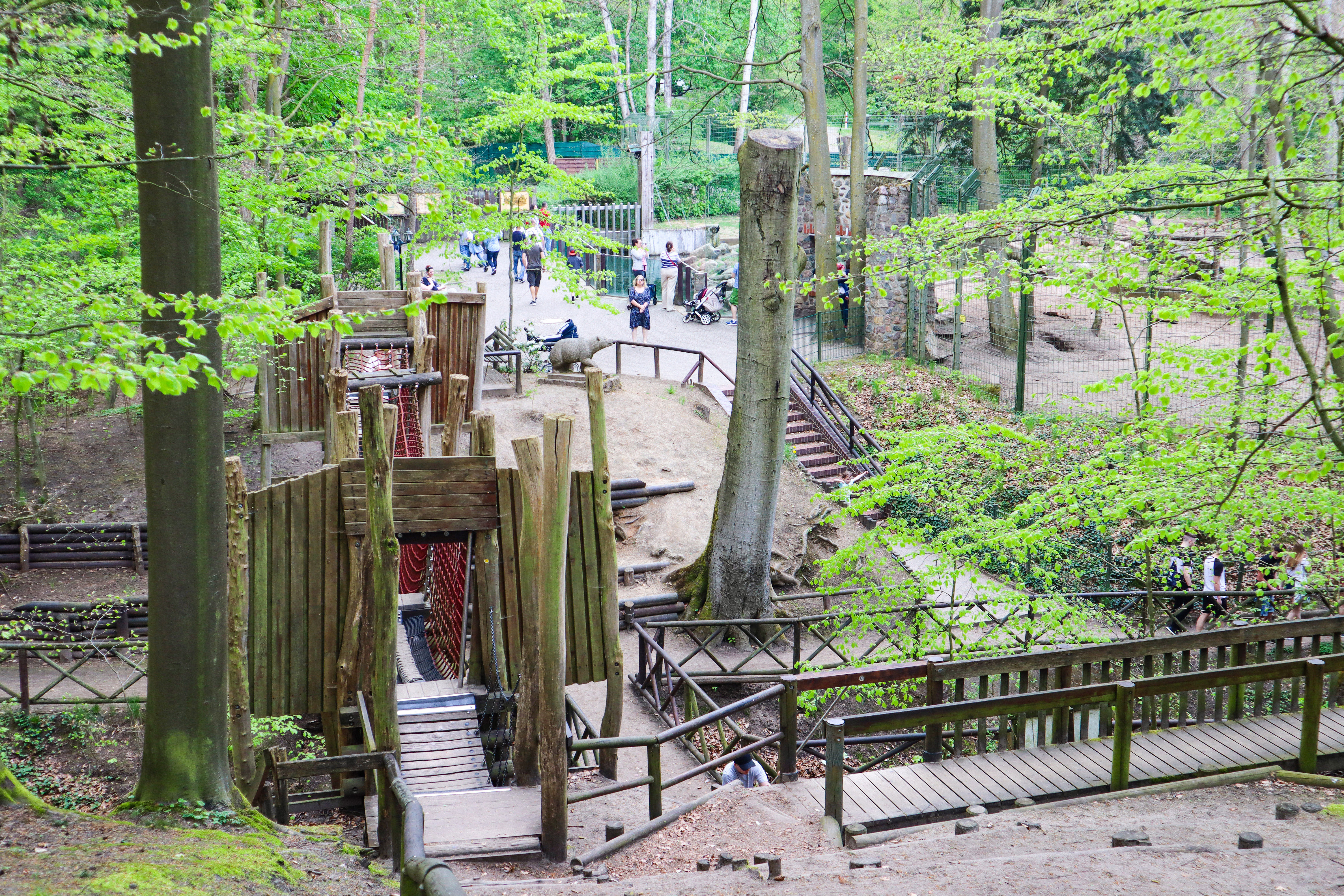
Spielplatz im Zoo

Der Zoo liegt in einem Waldgebiet ca. 40 Kilometer nordöstlich von Berlin und beherbergt auf rund 15 Hektar neben einheimischen auch exotische Tiere wie Löwen, Tiger, Geparde, Papageien, Kamele, Flamingos, Kängurus, Pinguine und Affen.
Der Zoo war mit rund 1500 Tieren in 140 Arten aus fünf Kontinenten (Stand Ende 2018) der zweitgrößte Tiergarten im Bundesland Brandenburg. Besonders erwähnenswert sind die vielen Primatenarten wie Weißkopfmakis, Weißbüscheläffchen oder Kattas. Sie haben im Zoo kein eigenes Gehege, sondern können auf dem gesamten Areal frei herumlaufen. Außerdem gibt es Sibirische Tiger in einer nachgestellten eiszeitlichen Gletscherlandschaft mit Klimapfad und einem Abenteuerspielplatz. Die Löwen, darunter ein weißer Löwe, werden auf besondere Weise den Besuchern präsentiert: Der Pfad führt durch einen Tunnel zu einer voll verglasten Höhle. Dort können die Raubkatzen aus großer Nähe betrachtet werden.
Als Mitglied der Stiftung Artenschutz ist der Eberswalder Zoo in 21 europäische Artenschutzprogramme integriert, dazu gehören unter anderem die Schopfgibbons, die Humboldt-Pinguine, China-Leoparden und Servale.
Der Zoo wurde 2005 von 280.000 Gästen besucht, im Jahr 2008 wird die Zahl der jährlichen Besucher mit 250.000 angegeben. – Den Zootieren werden durchschnittlich pro Jahr 13 Tonnen Rindfleisch, 10 Tonnen Rote Bete, 6600 Eier, 1500 Kilogramm Hering, 23.200 Bunde Heu und 5000 Wüstenheuschrecken verabreicht.
Ein Tropenhaus bietet Besuchern und Tieren ein wetterunabhängiges Dasein.

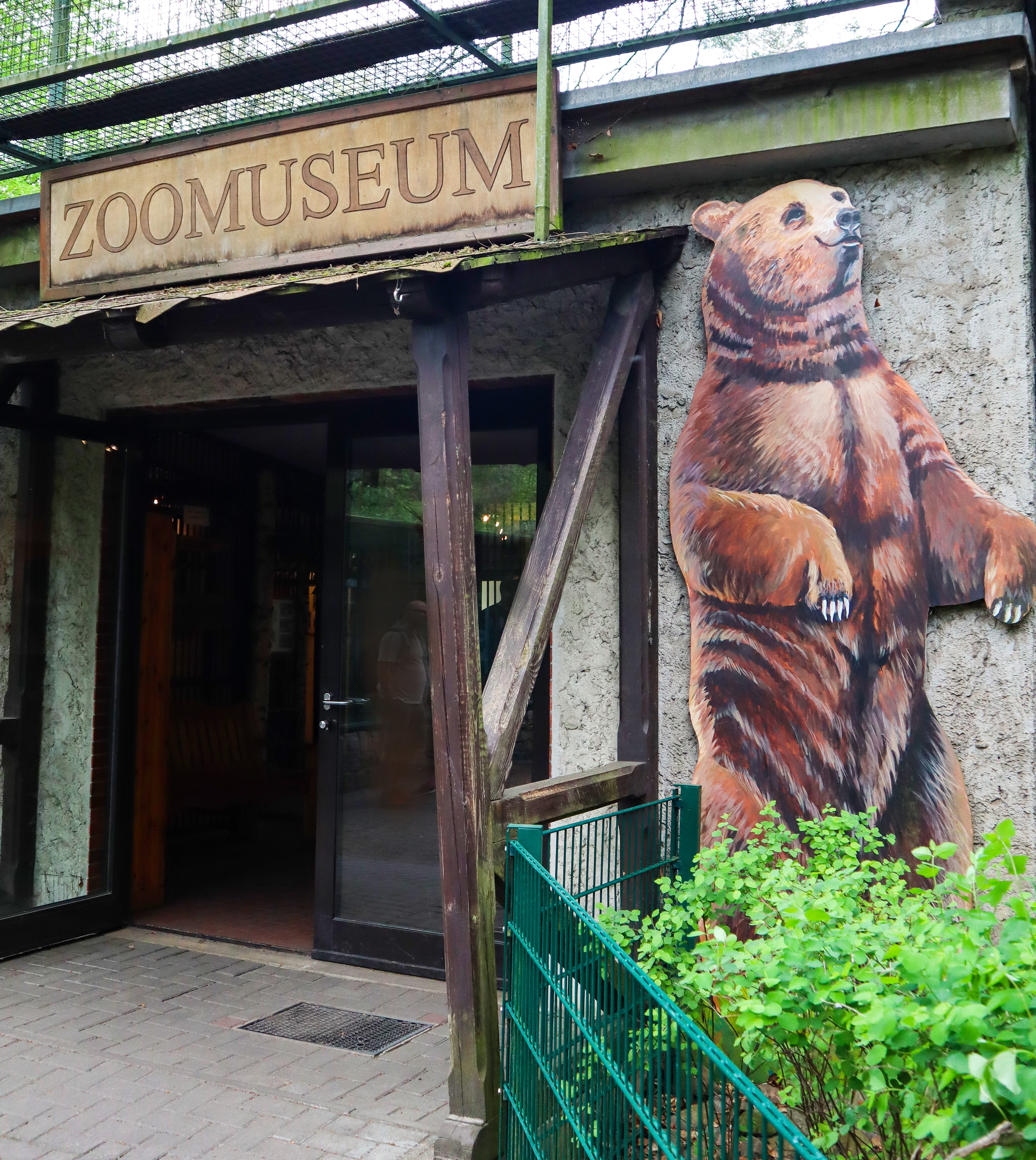
Zoomuseum

Seit Juli 2021 verfügt der Zoo über einen Erlebnispfad, einen Baumpfad in zirka vier Metern Höhe über dem Erdboden, der aus Robinienholz gefertigt wurde. Er überquert eine Tallandschaft, in welcher die Wölfe und das Damwild untergebracht sind. Geschnitzte Tierfiguren und Spielmöglichkeiten begleiten den Pfad, dessen Herstellung rund 8000 Euro gekostet hat.

## Geschichte
Im Jahr 1928 eröffnete in der Stadt Eberswalde auf einem früheren Freizeitpark ein öffentlicher Tiergarten, der zunächst den Besuchern die einheimischen Wildtierarten präsentieren konnte. Eine besondere Attraktion war schon damals ein künstlicher Wasserfall. Allmählich kamen weitere Tiere, nicht nur aus Deutschland, hinzu. In der DDR-Zeit, im Jahr 1958, erfolgte ein größerer Umbau und die Zahl der gehaltenen Tiere wurde erhöht.
Nach der deutschen Wiedervereinigung gab es noch einmal einen größeren Wachstumsschub, ein moderner Spielplatz konnte gestaltet und ein Zoomuseum eröffnet werden.
Zur Finanzierung werden zusätzlich zu den bereitgestellten Kommunalgeldern auch Spenden eingeworben. Dafür findet beispielsweise seit 2006 eine Tigerradtour, eine gemeinnützige Radsportveranstaltung, statt, organisiert von den Freunden und Förderern des Zoologischen Gartens Eberswalde e. V. Im Jahr 2021 kamen so 55.000 Euro für den Zoo zusammen.

## Auszeichnungen
Im Juli 2000 schloss der zoologische Garten den großen Zootest der Illustrierten Stern mit dem Prädikat „Erstklassig“ (Note 1,83) als höchstbewerteter Zoo unter allen untersuchten Teilnehmern ab und weist sich seitdem in seiner Selbstdarstellung als „Bester kleiner Zoo Deutschlands“ aus.

## Belege
1. 1 2 3  Bernd Settnik (Fotograf): In der Balance. In: Berliner Zeitung, 4. Mai 2018, S. 16.
2. ↑  Die Affen rasen durch den Wald, abgerufen am 30. Juli 2021.
3. ↑  Märkische Oderzeitung, 18. August 2006, S. 10.
4. ↑  Wir wollen den Zoo erhalten. In: Märkische Oderzeitung. 8. Oktober 2009, archiviert vom Original.
5. ↑  Homepage des Zoos: Wissenswertes, abgerufen am 30. Juli 2021.
6. ↑  Zoo Eberswalde eröffnet Erlebnispfad. in Berliner Zeitung; 30. Juli 2021; S. 12 (Printausgabe).